# Liste der Straßennamen von Aichen
Die Liste der Straßennamen von Aichen listet alle Straßennamen von Aichen und den Ortsteilen Bernbach, Memmenhausen, Nachstetten, Obergessertshausen und Ruhfelden auf. 

## Liste geordnet nach den Orten
In dieser Liste werden die Straßennamen den einzelnen Orten zugeordnet und kurz erklärt.

### Aichen
| Straßenname             |                                                                                   |
| ----------------------- | --------------------------------------------------------------------------------- |
| Am Steigfeld            | benannt nach dem Flurnamen Steigfeld                                              |
| Gartenweg               |                                                                                   |
| Kirchweg                | Weg zur Aichener Kirche                                                           |
| Kreuzweg                |                                                                                   |
| Mühlweg                 | benannt nach der Aichener Mühle                                                   |
| Pfarrer-Bobinger-Straße | Hauptstraße des Dorfes (Staatsstraße St 2027)                                     |
| Sankt-Ulrich-Straße     | benannt nach dem Hl. Ulrich, dem Patron der Kirche von Aichen (Kreisstraße GZ 27) |
| Weiherweg               |                                                                                   |
| Wiesweg                 | benannt nach dem Flurnamen Wiesfeld                                               |

### Memmenhausen
| Straßenname         |                                                                         |
| ------------------- | ----------------------------------------------------------------------- |
| Am Felber           |                                                                         |
| Am Oberfeld         | benannt nach dem Flurnamen Oberfeld                                     |
| Angerweg            | benannt nach dem ehemaligen Dorfanger                                   |
| Birkenweg           | benannt nach den Baumarten der Birken                                   |
| Blumenweg           |                                                                         |
| Buschelweg          |                                                                         |
| Kalvarienbergstraße |                                                                         |
| Kellerbergweg       | benannt nach dem Flurnamen Kellerberg                                   |
| Lindenweg           | benannt nach den Baumarten der Linden                                   |
| Plattenweg          |                                                                         |
| Sankt-Georg-Straße  | benannt nach dem Hl. Georg, dem Patron der Kirche von Memmenhausen      |
| Talblick            | benannt nach Blick ins Zusamtal, den man von dieser Stelle hat          |
| Zusamstraße         | benannt nach der Zusam, die durch den Ort fließt (Staatsstraße St 2027) |
| Zwirrenstraße       |                                                                         |

### Obergessertshausen
| Straßenname                |                                                                            |
| -------------------------- | -------------------------------------------------------------------------- |
| Am Lindenmahd              |                                                                            |
| Am Tannenberg              | benannt nach dem östlich des Ortes gelegenen Tannenberg                    |
| Am Wachberg                | benannt nach dem nördlich des Ortes gelegenen Wachberg                     |
| Bachweg                    | benannt nach der Zusam, zu der der Weg führt                               |
| Haselbacher Straße         | benannt nach dem Nachbardorf Haselbach, in das die Straße führt            |
| Hauptstraße                | Hauptstraße des Ortes (Staatsstraße St 2027)                               |
| Im Gries                   |                                                                            |
| Im Grund                   |                                                                            |
| Im Unterfeld               | benannt nach dem Flurnamen Unterfeld                                       |
| Kohlstattweg               | benannt nach dem Ort an dem früher Holzkohle hergestellt wurde             |
| Mösleweg                   |                                                                            |
| Ringstraße                 |                                                                            |
| Sandweg                    |                                                                            |
| Sankt-Peter-und-Paul-Platz | benannt nach den Patronen der Obergessertshauser Kirche, Petrus und Paulus |
| Schleifweg                 |                                                                            |
| Tanzbühlweg                | benannt nach dem Waldstück Tanzbühler südlich des Ortes                    |
| Walkertshofer Straße       | benannt nach dem Nachbardorf Walkertshofen, in das die Straße führt        |

### Ruhfelden
| Straßenname       | |
| ----------------- | --- |
| Krautgartenweg    | benannt nach den Gärten, die sich hier in früherer Zeit befanden (Krautgarten bedeutet Gemüsegarten) |
| Rieblinger Straße | Hauptstraße des Dorfes (Staatsstraße St 2027)                                                        |
| Waldweg           | benannt nach dem Wald östlich des Ortes, zu dem der Weg führt                                        |

In den zwei Weilern, die zur Gemeinde gehören, Bernbach und Nachstetten gibt es keine Straßennamen. Hier haben die Häuser nur Hausnummern.

## Alphabetische Liste
In Klammern ist der Ort angegeben, in dem die Straße ist.
| - Am Felber (Memmenhausen) - Am Lindenmahd (Obergessertshausen) - Am Oberfeld (Memmenhausen) - Am Steigfeld (Aichen) - Am Tannenberg (Obergessertshausen) - Am Wachberg (Obergessertshausen) - Angerweg (Memmenhausen) - Bachweg (Obergessertshausen) - Bernbach (Bernbach) - Birkenweg (Memmenhausen) - Blumenweg (Memmenhausen) - Buschelweg (Memmenhausen) - Gartenweg (Aichen) - Haselbacher Straße (Obergessertshausen) - Hauptstraße (Obergessertshausen) - Im Gries (Obergessertshausen) - Im Grund (Obergessertshausen) - Im Unterfeld (Obergessertshausen) - Kalvarienbergstraße (Memmenhausen) - Kellerbergweg (Memmenhausen) - Kirchweg (Aichen) - Kohlstattweg (Obergessertshausen) - Krautgartenweg (Ruhfelden) - Kreuzweg (Aichen) | - Lindenweg (Memmenhausen) - Mösleweg (Obergessertshausen) - Mühlweg (Aichen) - Nachstetten (Nachstetten) - Pfarrer-Bobinger-Straße (Aichen) - Plattenweg (Memmenhausen) - Rieblinger Straße (Ruhfelden) - Ringstraße (Obergessertshausen) - Sandweg (Obergessertshausen) - Sankt-Georg-Straße (Memmenhausen) - Sankt-Peter-und-Paul-Platz (Obergessertshausen) - Sankt-Ulrich-Straße (Aichen) - Schleifweg (Obergessertshausen) - Talblick (Memmenhausen) - Tanzbühlweg (Obergessertshausen) - Waldweg (Ruhfelden) - Walkertshofer Straße (Obergessertshausen) - Weiherweg (Aichen) - Wiesweg (Aichen) - Zusamstraße (Memmenhausen) - Zwirrenstraße (Memmenhausen) |

| ↑ Zurück zum Inhaltsverzeichnis |